# Dante (Devil May Cry)
Dante (ダンテ) é um personagem fictício e o protagonista da série de jogos eletrônicos hack and slash Devil May Cry criada e publicada pela Capcom. Nos primeiros quatro jogos, Dante é um mercenário e caçador de demónios, dedicado a por-lhes um fim e a outras forças malignas supernaturais, uma missão que ele faz no sentido de perseguir aqueles que lhe assassinaram a mãe e corromperam-lhe o irmão Vergil. Dante é filho de Sparda, um demónio de grande poder, e como resultado dessa herança possui numerosos poderes que vão para além de qualquer humano, que ele usa em combinação com uma variedade de armas para realizar os seus objectivos.
O personagem também aparece em vários romances Devil May Cry e em volumes manga; também aparece numa série de televisão anime de 2007. Foi dado um novo inicio à série pela Ninja Theory com um universo alternativo e que mostra um Dante como um jovem adulto que luta contra demónios. Dante também apareceu noutros videojogos como personagem convidada.
Nomeado a partir do poeta italiano Dante Alighieri, o personagem foi concebido como um homem "com estilo e porreiro", para se adaptar à visão de Hideki Kamiya, o criador de Devil May Cry. A sua personalidade foi inspirada no personagem principal da série manga Cobra. Através da série a representação de Dante foi sendo modificada por forma a responder à crítica que lhe foi dirigida aquando da primeira sequela, com Devil May Cry 3 a apresentar um Dante mais novo, e Devil May Cry 4 a oferecer uma caracterização de um Dante mais velho e pretensioso. Enquanto que a Capcom tratou do personagem nos quatro primeiro jogos, a Ninja Theory ficou encarregue da sua persona no reboot DmC: Devil May Cry.
Dante tornou-se um dos personagens mais populares em videojogos, depois de ter sido reconhecido o seu papel na série Devil May Cry e por várias das suas características que têm atraído os jogadores. No entanto, o seu redesenho e caracterização de Dante no recomeço da série foi tema de controvérsia dentro da comunidade de jogadores.

## Características
Dante é um mercenário que se especializou em casos paranormais, dando preferência à aqueles que envolvem o assassinato de demônios. Ele é musculoso, tem o cabelo branco/prateado, olhos azul-gelo e é geralmente visto usando sobretudos/casacos vermelhos. Dante luta usando armas de fogo e armas de combate corpo a corpo, que incluem Ebony e Ivory, dois revólveres que nunca precisam ser recarregados, e diversas espadas, entre elas a Rebellion e a "Force Edge", Devil Arms criadas pelo seu pai. As armas são feitas à mão com "Para Tony Redgrave, por Art Warks" escrito nelas (Tony Redgrave é um pseudônimo usado por ele). Ele possui agilidade e força sobre-humana devido ao fato de ser metade demônio como herança. Isso também dá a ele a habilidade de entrar em um estado chamado Devil Trigger, no qual ele ganha mais força e velocidade, sua saúde se regenera em um ritmo constante, além de habilidades adicionais, que incluem a capacidade de voar. Dante é muito confiante nos seus encontros com os oponentes, e frequentemente provoca os inimigos antes de começar a lutar contra eles.
Dante é um dos filhos gémeos de Sparda, o cavaleiro demônio que se juntou aos humanos e que impediu a invasão do mundo dos humano por demônios dois mil anos antes dos acontecimentos do primeiro jogo. Após a morte de Sparda, Dante e seu irmão gêmeo Vergil foram criados por sua mãe humana, Eva. Quando os dois eram crianças, eles foram atacados por demônios, resultando na morte dela. Ir em busca daqueles que mataram sua mãe foi o motivo que o levou a caçar demônios. À excepção de Devil May Cry 4, Dante diz sempre a frase "Devils Never Cry" (Os demônios nunca choram) em todos os jogos, o que implica que não importa o quanto de demônio ele possa vir a ser, que a sua capacidade de chorar faz do seu lado humano o seu lado mais precioso.

## Aparições

### Na série de jogosDevil May Cry
No primeiro Devil May Cry, Dante é contratado por Trish, uma misteriosa mulher que se parece com sua falecida mãe, para impedir o retorno do rei demônio Mundus. No entanto, na verdade, ela está ajudando os agentes de Mundus que vão matar Dante, o conduzindo para um caminho que o levará ao próprio Mundus. Durante o decorrer do jogo, ele reencontra Vergil, que, sobre o controle de Mundus, tenta matá-lo. Posteriormente, Trish salva Dante, traindo Mundus, quem a dupla prende no mundo dos demônios. Depois de tudo, eles se tornam parceiros e o empreendimento de Dante passa a se chamar "Devil Never Cry".
Após o sucesso do primeiro jogo, a Capcom imediatamente começou a desenvolver Devil May Cry 2. Desta vez, Dante tem o hábito de lançar uma moeda para cima para tomar suas decisões, embora no fim do jogo seja revelado que os dois lados são iguais. Ambientado algum tempo após o primeiro jogo, Devil May Cry 2 tem como foco ajudar Lucia a derrotar Arius, um empresário internacional que usa poderes demoníacos e pretende conquistar o mundo. Ao fim do jogo, Dante deve ir ao mundo dos demônios para impedir que um rei demônio fuja, mas o portão fecha e ele fica preso. Sem possibilidades de voltar ao mundo dos humanos, Dante, em sua motocicleta, adentra ainda mais no mundo dos demônios.
O terceiro jogo, Devil May Cry 3: Dante's Awakening, narra os acontecimentos anteriores ao primeiro jogo, com Dante ainda adolescente. Ele tem muito mais diálogo durante as cenas, e os jogadores podem insultar verbalmente os monstros durante o jogo. Na história, Dante é atraído por seu irmão Vergil, que está tentando reabrir o portão para o mundo dos demônios a fim de obter o poder total de Sparda, que permanece do outro lado, contido dentro da espada Force Edge. Durante a trajetória, Dante encontra Lady, que está a procura de seu pai Arkham, que por sua vez está trabalhando com Vergil, apesar de ter seus próprios planos. No final, Dante reivindica a posse a Force Edge, enquanto Vergil opta por permanecer no mundo dos demônios. Ao longo do jogo, o personagem amadurece consideravelmente e, inspirado pela coragem e o compromisso de Lady com sua família, continua seu empreendimento com um objetivo mais definido. Eles se tornam amigos, e ele decide chamar sua loja de "Devil May Cry" após algo que ela disse para confortá-lo.
Lançado em 2008, Devil May Cry 4 se passa depois de Devil May Cry, mas antes de Devil May Cry 2, na cronologia da série. É o primeiro jogo da franquia a não ter como personagem principal Dante, que assume a função de antagonista, pois Nero, o protagonista deste jogo, acredita que ele tenha matado Sanctus, o líder da Ordem da Espada. Ao longo da história, ambos se tornam amigos e quando Nero é capturado pelo líder da Ordem, o jogador controla Dante. Após derrotar Sanctus e salvar Nero, Dante confia a espada de Vergil a Nero.

### Reboot
Um reboot da série, DmC: Devil May Cry, apresenta um Dante com um aparência muito diferente e de um mundo paralelo. Dante é caracterizado como um jovem adulto em seus vinte e poucos anos que é atacado por uma cidade aparentemente senciente, conhecida como Limbo, que é povoada por demônios.
Durante o jogo, Dante conhece o seu irmão Vergil, que é o líder da The Order – um grupo clandestino que tenta livrar o mundo dos demônios. A cidade é controlada pelo rei demônio, Mundus, que matou a mãe de Dante, Eva, um anjo e mais tarde aprisionou o seu pai (Sparda, um demônio e ex-tenente de Mundus) numa tentativa de assassinar as crianças, porque os Nefilim (filhos meio-anjo, meio-demônio) detêm o poder de matar Mundus. Dante junta-se ao grupo de Vergil para se oporem a Mundus, acabando eventualmente por o conseguir libertando a humanidade dos demônios. No entanto, as intenções de Vergil eram realmente a de ficar com o seu lugar fazendo com que os irmãos lutem. Dante vence o combate e Vergil acaba por escapar. Em Vergil's Downfall, um conteúdo para transferência que serve como sequela aos acontecimentos do jogo, aparece uma réplica de Dante a tentar impedir Vergil na sua demanda pelo poder, mas é morto em combate.[carece de fontes?]

### Aparições em outras mídias
Dante aparece como um personagem jogável em diversos jogos fora da série Devil May Cry. Na franquia Viewtiful Joe, também criada por Hideki Kamiya, Dante é jogável na versão para PlayStation 2 de Viewtiful Joe, onde foi incluído como um personagem secreto, e na versão para PSP de Viewtiful Joe: Red Hot Rumble. Ele também foi incluído no jogo Shin Megami Tensei III: Nocturne, por sugestão de um funcionário da Atlus; em Marvel vs. Capcom 3: Fate of Two Worlds; em Project X Zone, onde fez par com Demitri Maximoff, de Darkstalkers; e em PlayStation All-Stars Battle Royale, com sua aparência de DmC: Devil May Cry. Embora, tenha sido anunciado que ele apareceria em Soulcalibur III, a equipe de produção do jogo disse que ao invés de um "personagem convidado", eles pretendiam criar um próprio.
Dante também aparece em diversos produtos baseados nos jogos eletrônicos da série. Isso incluí duas light novels escritas por Shinya Goikeda, ilustradas por Shirow Miwa e publicadas pela Kadokawa Shoten: na primeira, Dante, sob o pseudônimo "Tony Redgrave, é perseguido por assassinos, e na segunda, ele procura por estátuas demoníacas para poder destruí-las. Em outra novel, chamada Devil May Cry 4 -Deadly Fortune-, escrita por Bingo Morihashi, ilustrada por Thores Shibamoto publicada em duas edições, Dante segue a história do jogo, mas revela um interesse por Nero devido a sua similaridade com seu irmão, Vergil. Há também um mangá de Devil May Cry 3 que foi publicado pela Media Factory e um anime intitulado Devil May Cry: The Animated Series, em doze episódios produzido pela Madhouse, onde o dia a dia de Dante é mostrado enquanto ele resolve mistérios envolvendo demônios. O novo desenho de Dante também aparece na banda desenhada The Chronicles of Vergil, quando ele recebe a espada Rebellion para lutar contra os demónios.
A popularidade da série Devil May Cry levou à criação de um conjunto de figuras de acção produzidas pela Toycom. A empresa japonesa Kaiyodo produziu uma linha semelhante da figura de Dante para Devil May Cry 2 e Devil May Cry 3 e a Square Enix, através da série Play-Arts Kai, lançou uma figura de Dante e outra de Vergil, baseadas igualmente em Devil May Cry 3.

## Criação e concepção
Dante apareceu pela primeira vez em Devil May Cry, um jogo originalmente concebido para ser parte da franquia Resident Evil. O criador da série, Hideki Kamiya, escolheu seu nome enquanto reescrevia essa história e a inspiração veio do poema Divina Comédia de Dante Alighieri. Kamiya disse que o protagonista da série de mangá Cobra, criada por Buichi Terasawa, serviu de base para a personalidade de Dante. Kamiya começou a criação do personagem a partir de sua percepção sobre o que é "elegante" —ele escolheu como traje um casaco comprido para fazê-lo parecer "vistoso" e fez dele alguém que não fuma, pois achou que isso o tornava mais "legal". A cor vermelha de suas vestimentas foi escolhida porque no Japão tal cor é tradicionalmente usada em uma figura heroica. Kamiya também afirmou que Dante parece com alguém que "você gostaria de sair junto para ir beber", alguém que não gosta de se exibir, mas que "puxa alguma piada, ridícula e travessa" para parecer simpático para os outros. Ele acrescentou que este aspecto foi acrescentado ao personagem com a intenção de fazê-lo parecer familiar ao público.
Em Devil May Cry 3, a atitude de Dante foi enfatizada para refletir um personagem mais jovem e arrogante do que nos jogos anteriores, pois, cronologicamente, o jogo se passa antes do primeiro. O produtor de Devil May Cry 4, Hiroyuki Kobashi, observou antes do lançamento de tal jogo, que a equipe de produção quis fazer Dante parecer significativamente mais poderoso do que o novo protagonista do jogo, Nero. Isso foi feito com o intuito de criar uma diferença evidente entre a força de um "veterano" quando comparada a de um "novato". Outra razão para esta representação é baseada na continuidade da série, que ditou que Dante exibiria o poder que possui após os eventos do primeiro jogo, em Devil May Cry 3. Para o quarto jogo da série, o design do personagem foi feito por Tatsuya Yoshikawa que, embora já considerasse ele "o melhor superastro de ação de Hollywood". desejava torná-lo ainda mais "legal". Para isso, ele conversou com a equipe e decidiu fazê-lo "mais velho, mais maduro e mais experiente" e desejava que ele aparentasse ter entre 30 e 40 anos. O projeto incluiu vários detalhes como a barba de Dante, que refletia sua personalidade fria já que ele não se importava em se barbear.

### Novo Desenho

Dante em DmC: Devil May Cry (2013).

Para o quinto jogo da série, DmC: Devil May Cry, um reboot, Dante foi completamente redesenhado a partir de observações feitas pela equipe de produção da Capcom. A intenção era que a aparência do personagem continuasse parecida com a dos jogos anteriores, porém a Capcom pediu à Ninja Theory que o fizesse "completamente diferente" a fim de atrair um público mais jovem. Enquanto Dante foi desenhado originalmente a partir da perspectiva japonesa, sua nova aparência foi feita através de uma visão ocidental. Após vários rascunhos do novo personagem, os designers se inspiraram no visual do filme de Christopher Nolan, The Dark Knight. O casaco de Dante não é longo, apenas desce um pouco nas suas costas, o seu cabelo é curto e preto com uma marca branca na parte de trás; na forma Devil Trigger fica muito parecido com o Dante clássico. O designer de arte Alessandro Taini desenhou o personagem como uma criança e explicou com a história de origem de reinicialização qual a razão de ele ter alguns cabelos brancos. O director Tameem Antoniades negou os rumores que afirmavam que ele tinha servido como modelo ao personagem.
Para este jogo, Dante foi feito mais novo, consumido pelo ódio e pela inexperiência, resultando num estilo de luta similar a um lutador de rua em vez de um espadachim habilidoso. Como resultado do jogo ter como tema a "rebelião", a maior parte das acções de Dante foram baseadas nesse tema. Antoniades afirmou que Dante se trata de "ser legal e fazer você se sentir legal quando você está jogando", e, então decidiram mudaram seus trajes, já que eles sentiram que seus trajes dos jogos anteriores seriam vistos como cómicos na vida real. Antoniades sentiu que o Dante clássico já não era atraente e quando comparava o novo Dante com a personagem título de Bayonetta, não via no estilo dela o que queria para este jogo. Antoniades respondeu às críticas afirmando que não iria mudá-lo como se supõe, uma vez que ele se encaixa perfeitamente dentro do estilo do jogo. Adicionalmente e em resposta às críticas, afirmou que até gostaria que este Dante fosse homossexual.

## Recepção

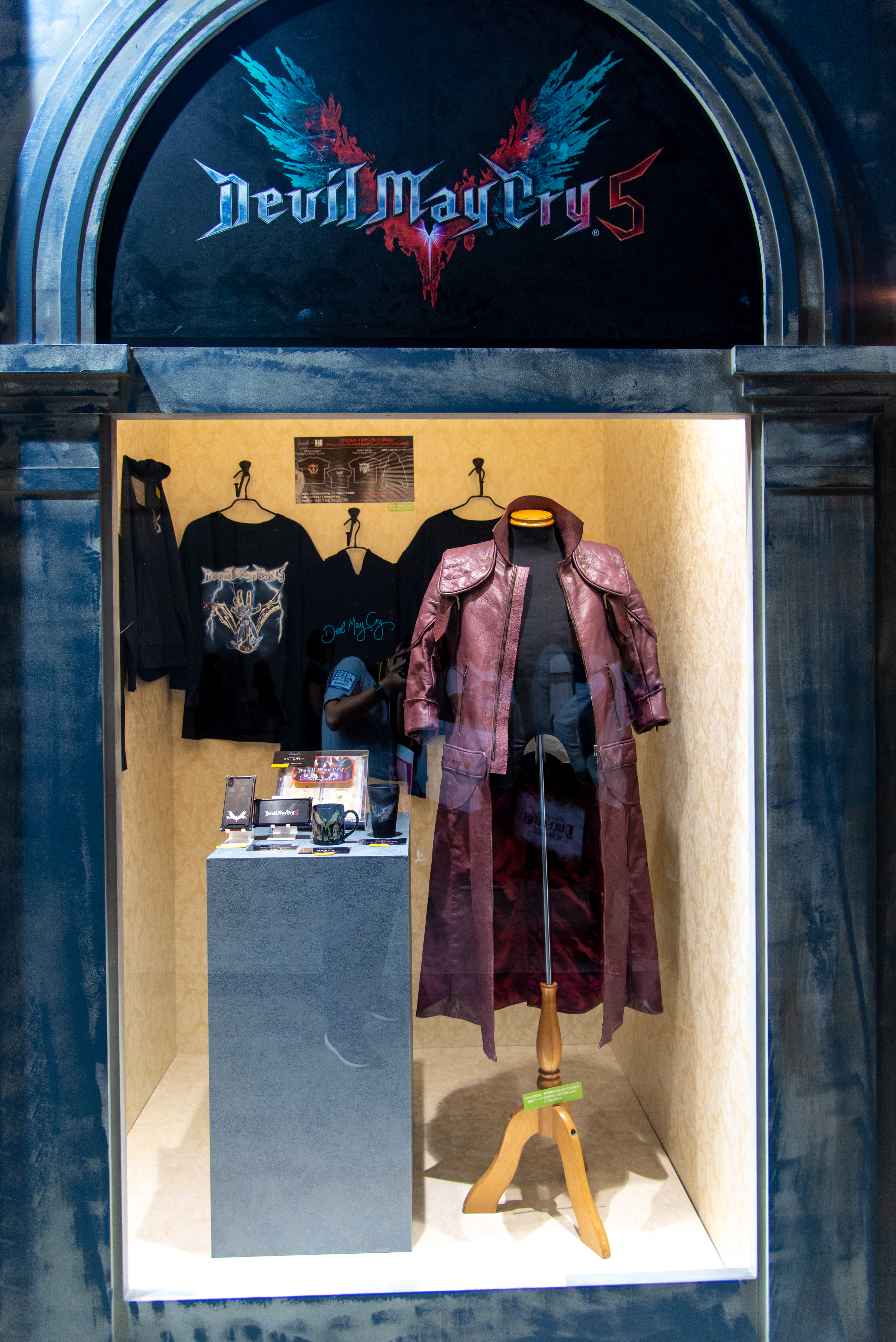
Uma jaqueta baseada na de Dante, de Devil May Cry 5, foi usada para promover o jogo.

A popularidade do personagem levou a criação de várias linhas de figuras de ação, tais como as produzidas pela Toycom, Revoltech, Square Enix. Tal popularidade foi adquirida por conta de sua atitude confiante e destemida. Em sua primeira aparição, a Game Informer o descreveu como um dos personagens mais badass, citando seu contraste com os personagens anteriormente vistos na série Resident Evil. Seu design e personalidade foram elogiadas em diversas análises, como a da IGN, onde foi descrito como "um tipo de anti-herói sombrio que até mesmo um adolescente depressivo e descontente adoraria." GameSpy descreveu a aparência de Dante como "inspiradora de se olhar", dizendo que seu traje era reminiscente de Vincent Price.
O site GamesRadar nomeou ele o "Mister 2001" em seu artigo sobre os personagens recentes mais sexy da década, afirmando que em comparação com as personagens femininas em Devil May Cry, Dante era o "mais bonito" devido a sua construção muscular, cabelo, suas habilidades de combate e sua atitude. Dante foi colocado em terceiro na lista do site ScrewAttack de personagens mais legais de 2007. O GameDaily posicionou ele em sétimo entre os 25 melhores personagens da Capcom de todos os tempos, afirmando que seus vários aspectos fazem dele uma "força imparável". O GamesRadar também listou ele como um dos melhores novos personagens da década, chamando ele de "inesquecível" e dizendo que ele havia estabelecido o modelo para "heróis de ação espertinhos". Em 2010, Dante ficou em 23º numa pesquisa de popularidade de personagens no Japão feita pela revista Famitsu. Ele também foi eleito o 13º melhor personagem pelos leitores do Game Informer. Em 2012, GamesRadar qualificou ele como o 28º mais "memorável, influente e badass" na lista dos 100 melhores heróis dos vídeo games, acrescentando que apesar de suas múltiplas caracterizações "ele é um cara que você sempre terá muito tempo para jogar."
Por outro lado, a caracterização de Dante frequentemente tem gerado críticas. Em Devil May Cry 2, o personagem deixou de ter sua atitude arrogante, o que foi uma das principais críticas ao jogo. O seu novo design para o jogo DmC: Devil May Cry foi recebido de forma negativa pela maioria dos fãs. No Twitter, quando um fã disse que sentia falta do "Dante antigo", Hideki Kamiya respondeu: "eu sinto falta também". O Anime News Network comparou essa nova versão de Dante com sua aparência em Devil May Cry 3, mas o criticou por ser um "adolescente [com] poder[es] fantástico[s] muito genérico" e também pelo uso de palavrões quando se confrontam com os inimigos. O dublador do personagem, Reuben Langdon, expressou desapontamento com a caracterização de Dante no reboot, apesar de esperar muito por ele. No entanto, outras fontes criticaram a reação negativa dos fãs afirmando que eles foram influenciados apenas por aparência do personagem, mas que a sua personalidade continua muito próxima ao Dante clássico.